# باشگاه فوتبال تیکوس
باشگاه فوتبال تیکوس یک باشگاه فوتبال حرفه‌ای مکزیکی است. این تیم بازی‌های خانگی خود را در ورزشگاه ۳ مارس انجام می‌دهد.

## افتخارات
- لیگ برتر مکزیک: ۱ قهرمانی
- لیگ آسنسیو: ۱ قهرمانی
- لیگ دسته دوم: ۱ قهرمانی
- لیگ دسته سوم: ۲ قهرمانی
- جام قهرمانان جام کونکاکاف: ۱ قهرمانی